# 1118
| [ Edytuj tabelę ]          |                                                                                        |
| Książę Polski              | - 1102 Bolesław Krzywousty 1138                                                        |
| Król Angkoru               | - 1113 Surjawarman II 1150                                                             |
| Król Anglii                | - 1100 Henryk I 1135                                                                   |
| Król Aragonii i Nawarry    | - 1104 Alfons I Waleczny 1134                                                          |
| Hrabia Barcelony           | - 1082 Rajmund Berengar III Wielki 1131                                                |
| Książę Bawarii             | - 1101 Welf II 1120                                                                    |
| Książę Burgundii           | - 1102 Hugo II 1143                                                                    |
| Cesarz Bizancjum           | - 1081 Aleksy I Komnen 1118 - 1118 Jan II Komnen 1143                                  |
| Cesarz Chin                | - 1100 Song Huizong 1125                                                               |
| Książę Czech               | - 1117 Borzywoj II 1120                                                                |
| Król Danii                 | - 1104 Niels Stary 1134                                                                |
| Władca Egiptu              | - 1101 Al-Amir 1130                                                                    |
| Król Francji               | - 1108 Ludwik VI Gruby 1137                                                            |
| Król Gruzji                | - 1089 Dawid IV Budowniczy 1125                                                        |
| Hrabia Holandii            | - 1091 Floris II Gruby 1121                                                            |
| Cesarz Japonii             | - 1107 Toba 1123                                                                       |
| Kalif                      | - 1094 Al-Mustazhir 1118 - 1118 Al-Mustarszid 1135                                     |
| Król Kastylii              | - 1109 Urraka Kastylijska 1126                                                         |
| Wielki książę Kijowa       | - 1113 Włodzimierz II Monomach 1125                                                    |
| Patriarcha Konstantynopola | - 1111 Jan IX Agapet 1134                                                              |
| Władca Korei               | - 1105 Yejong 1122                                                                     |
| Państwo Almorawidów        | - 1106 Ali ibn Jusuf 1143                                                              |
| Król Norwegii              | - 1103 Eystein I Magnusson 1123 - 1103 Sigurd I Krzyżowiec 1130                        |
| Książę Obodrzyców          | - 1093 Henryk Gotszalkowic 1127                                                        |
| Hrabia Palatynatu          | - 1113 Gotfryd z Kalw 1129                                                             |
| Papież                     | - 1099 Paschalis II 1118 - 1118 Gelazjusz II 1119 - 1118 antypapież Grzegorz VIII 1121 |
| Hrabia Portugalii          | - 1112 Alfons I Zdobywca 1139 - 1112 Teresa (regentka) 1128                            |
| Sułtan Rumu                | - 1116 Masud I 1156                                                                    |
| Książę Saksonii            | - 1106 Lotar III 1127                                                                  |
| Sułtan Wielkich Seldżuków  | - 1104 Mohammad Tapar 1118 - 1118 Mahmud II 1120 - 1118 Ahmad Sandżar 1157             |
| Król Szkocji               | - 1107 Aleksander I Szkocki 1124                                                       |
| Król Szwecji               | - 1110 Filip Hallstensson 1118 - 1118 Inge II Młodszy 1125                             |
| Doża Wenecji               | - 1117 Domenico Michiel 1130                                                           |
| Król Węgier                | - 1116 Stefan II 1131                                                                  |

Rok 1118 / MCXVIII
stulecia: XI wiek ~
XII wiek ~
XIII wiek

lata: 1108 «
1113 «
1114 «
1115 «
1116 «
1117 «
1118
» 1119
» 1120
» 1121
» 1122
» 1123
» 1128

## Wydarzenia w Polsce
- Wybuchł bunt możnowładztwa, w obronie interesu Skarbimira, który został jeszcze w tym samym roku stłumiony przez Bolesława Krzywoustego.

## Wydarzenia na świecie
- 24 stycznia – Gelazjusz II został papieżem.
- 15 sierpnia – Jan II został cesarzem bizantyjskim.
- 18 grudnia – Rekonkwista: Saragossa została zdobyta przez Alfonsa I Walecznego i ustanowiona stolicą Aragonii.

- W Ziemi Świętej zostało założone Stowarzyszenie Ubogich Rycerzy Chrystusa, później nazywane templariuszami, od słowa "templum". Celem działalności zgromadzenia była walka z niewiernymi i ochrona szlaków pielgrzymkowych. Założycielem było dziewięciu francuskich rycerzy na czele z Hugonem de Payens. Zakon rozwiązano w 1312 roku.

## Urodzili się
- 28 listopada – Manuel I Komnen, cesarz Bizancjum (zm. 1180)

## Zmarli
- 1 maja – Matylda Szkocka, pierwsza żona Henryka I i królowa Anglii (ur. 1080)
- 15 sierpnia – Aleksy I Komnen, cesarz bizantyjski (ur. 1048)
- data dzienna nieznana:
  - Filip Hallstensson – król Szwecji (ur. ?)
  - Furong Daokai – chiński mistrz chan ze szkoły caodong (ur. 1042)